# Torre de Cala Manacor

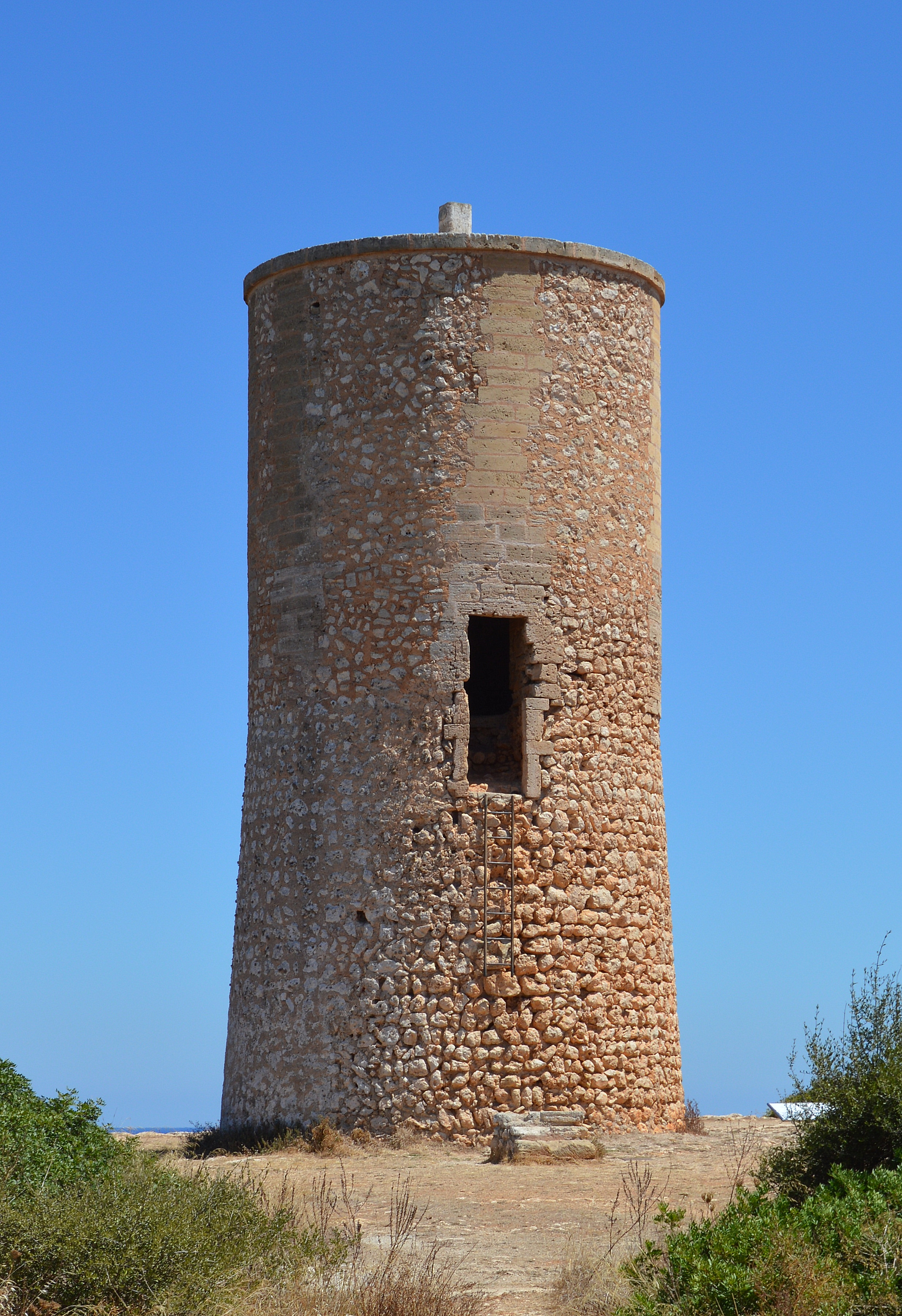
Torre del Serral dels Falcons

Der Torre de Cala Manacor, auch Torre dels Falcons (deutsch: Turm der Falken) oder Torre del Serral dels Falcons, ist ein denkmalgeschützter Wachturm an der Küste der spanischen Mittelmeerinsel Mallorca.

## Lage
Er befindet sich südlich der Bucht Cala Manacor, im südöstlichen Teil des zur Gemeinde Manacor gehörenden Orts Porto Cristo.

## Architektur und Geschichte

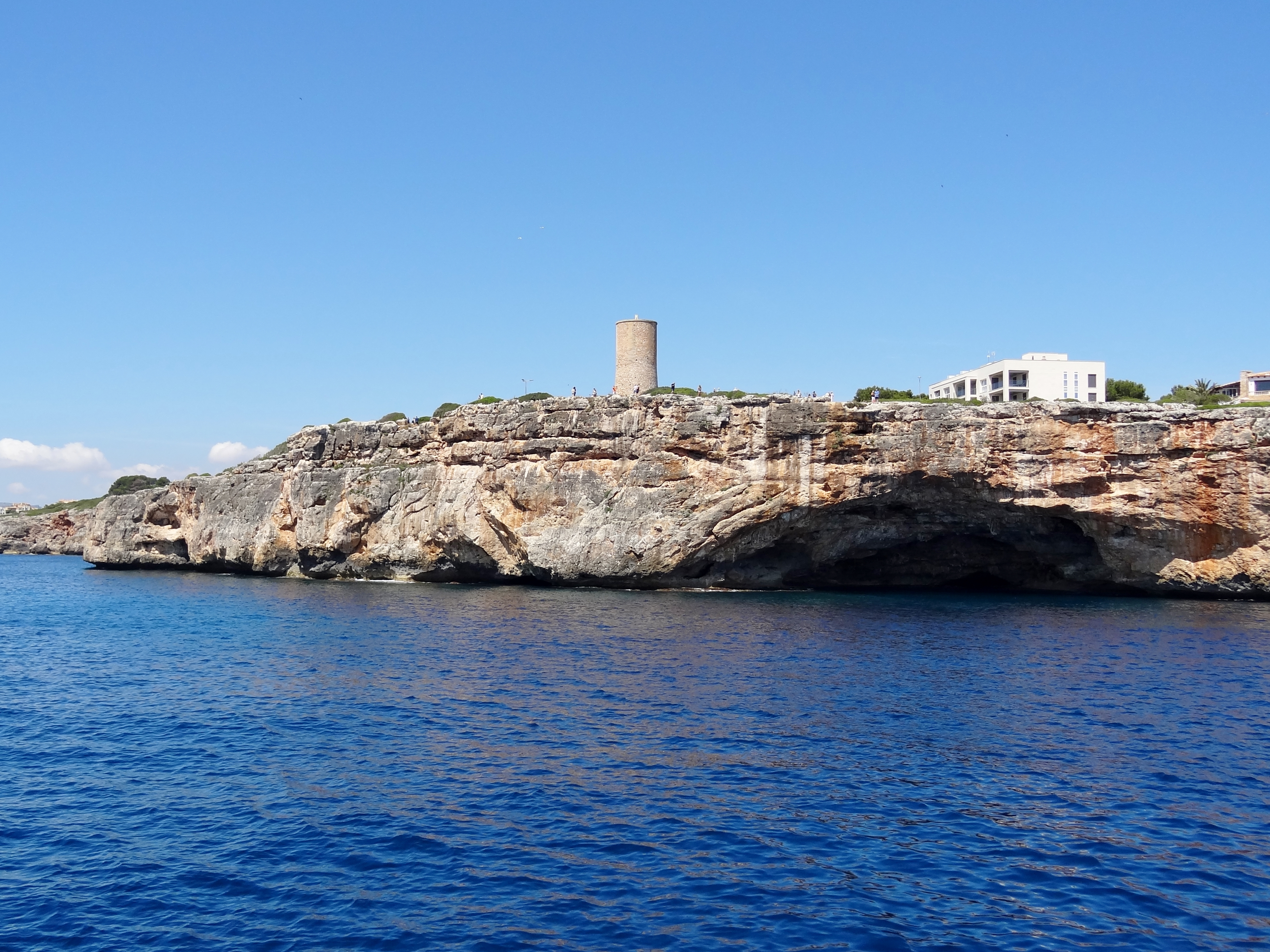
Der Turm von der Seeseite

Der auf kreisrundem Grundriss errichtete Turm entstand im Jahr 1577. Sein Bau war durch den Vizekönig Miquel de Montcada angeordnet worden, um eine Sichtverbindung zu zwei benachbarten Türmen herzustellen. Ein erster Aussichtspunkt in diesem Bereich ist jedoch bereits aus dem Jahr 1435 überliefert. Der Eingang des Turms befindet sich in vier Meter Höhe. Weit unterhalb des Turms sind einige kleine Stufen angeordnet. Im Inneren des Turms befand sich ein Schlafplatz, eine kleine Küche sowie ein Wasserspeicher.
Der Turm diente als Wach- und Signalturm und war Teil eines Systems, das vor Piratenangriffen warnen sollte. Die Türme des Systems waren jeweils von einem Turmwächter besetzt. Als erste Turmwächter wurden am 31. August 1580 Pere Llull und Andreu Mestre ernannt. Sie erhielten einen Sold von 75 Pfund. Im Falle, dass die Wächter feindliche Schiffe erkannten, wurde ein Signalfeuer entzündet; am Tage frisches Holz, um ein Rauchsignal zu geben, nachts trockenes Holz, um deutlich sichtbare Flammen zu erzeugen. Auf diese Weise wurden die benachbarten, jeweils in Sichtweite errichteten Türme und das Hinterland alarmiert. Im Hinterland wurden durch Glocken dann Männer zur Verteidigung zusammengerufen. Die übrige Bevölkerung suchte Schutz in weiteren Verteidigungsbauwerken.
Seit 1985 steht der Turm als historisches Erbe Spaniens (Patrimonio Histórico Español) unter der Nummer RI-51-0008460 unter Denkmalschutz.